# Kantabamsuguda
Kantabamsuguda é uma vila no distrito de Visakhapatnam, no estado indiano de Andhra Pradesh.

## Demografia
Segundo o censo de 2001, Kantabamsuguda tinha uma população de 6126 habitantes. Os indivíduos do sexo masculino constituem 56% da população e os do sexo feminino 44%. Kantabamsuguda tem uma taxa de literacia de 82%, superior à média nacional de 59,5%: a literacia no sexo masculino é de 89% e no sexo feminino é de 72%. Em Kantabamsuguda, 10% da população está abaixo dos 6 anos de idade.